# Garang Diing Akuong
Garang Diing Akuong (geb. 1963 in Aweil, Sudan) ist ein Politiker und Diplomat des Südsudan.

## Leben
Garang Diing Akuong erwarb 2004 einen Bachelor of Arts in International Relations an der University of London. Dann kehrte er in die Southern Sudan Autonomous Region zurück (2005–11). 2006 wurde er in die South Sudan Assembly gewählt.
Von 2006 bis 2007 wirkte er als Generalsekretär im Außenministerium in Khartum, dann übernahm er Regierungsposten im Bundesstaat Northern Bahr el Ghazal (mit dem Gebiet von Aweil).
Bis 2008 arbeitete er als Minister of Health und im Anschluss als Minister of Parliamentary Affairs und später als Minister of Agriculture und Minister of Finance im Bundesstaat (2008–2010).
2010 wurde er in die Nationale Regierung der Sudanesische Volksbefreiungsbewegung aufgenommen als Minister of Energy and Mining.
Ab dem 10. Juli 2011 bis August 2011 war er Minister of Energy and Mining im Cabinet of South Sudan unter Salva Kiir Mayardit.
Ab August 2011 bis Februar 2015 diente er als Minister of Commerce, Industry and Investment.
2015 wurde er zum  Botschafter des Südsudan in den Vereinigten Staaten ernannt, als Nachfolger von Akec Khoc Aciew Khoc. Er wurde im Februar 2018 zurückberufen, nachdem die USA ein Waffenembargo gegen den Südsudan verhängt hatten. Nachdem zunächst mit Gordon Buay ein Geschäftsträger entsandt worden war, folgte ihm im September Philip Jada als Botschafter in Washington nach.

## Familie
Akuong ist verheiratet mit Josephine Nyimeda Baak.